# Waldmeister (opérette)
 (décembre 2023).
Si vous disposez d'ouvrages ou d'articles de référence ou si vous connaissez des sites web de qualité traitant du thème abordé ici, merci de compléter l'article en donnant les références utiles à sa vérifiabilité et en les liant à la section « Notes et références ».
Personnages
- Christof Heffele, Amtshauptmann (baryton)
- Malvine, son épouse (contralto)
- Freda, leur fille (soprano)
- Tymoleon von Gerius, conseiller forestier en chef et directeur de l'académie forestière (baryton)
- Botho Wendt, jeune noble (ténor)
- Erich, élève forestier (ténor)
- Pauline, chanteuse de l'opéra de Dresde (soubrette)
- Regina, son amie
- Erasmus Friedrich Müller, professeur de botanique (ténor-bouffon)
- Jeanne, femme de chambre chez Pauline (soprano)
- Sebastian, gouverneur de Hefele
- Therese, femme de chambre de Hefele
- Danner, assistant de M. Hefele (baryton)
- Martin, employé en chef dans le moulin de la forêt (baryton)
- Lorenz et Peter, employés du moulin

Waldmeister est une opérette de Johann Strauss II sur un livret de Gustav Davis.

## Argument

### Premier acte
Au milieu d'une forêt
Les apprentis forestiers partent à la chasse au moulin de la forêt avec la chanteuse Pauline et ses amis lorsqu'ils sont surpris par la pluie et se retrouvent complètement trempés. Les meuniers et les femmes de chambre du contremaître Martin leur donnent des vêtements secs à bon prix. Le professeur Müller, qui postule pour un emploi à l'académie forestière et qui fait de la botanique en forêt, est également poussé dans le moulin par la pluie. Il rencontre l'adorable Jeanne, la compagne de voyage de Pauline, qu'il aime et qui, comme tout ce qui l'intéresse, prend des photos, car il a toujours son petit appareil photographique avec lui. Il reçoit également des vêtements secs de Martin, à savoir les vêtements de travail du meunier, qui est en ville et n'est attendu que dans la soirée. Le maître forestier strict de Gerius, Tymoleon, a suivi les apprentis forestiers qui ont entrepris le voyage sans sa permission et veut les surprendre ici. Pauline, en tenue de meunier, sauve les onze en captivant Tymoleon et en le tentant de l'embrasser. Müller prend consciencieusement des photos de cela, et les onze en profitent pour se moquer de leurs supérieurs en train de s'embrasser. Tymoleon est très embarrassé. Il se sent immoral parce qu'il aime Freda, la fille du capitaine de district Heffele, qui est aussi jolie que riche. Il ferme donc les yeux et s'entretient avec le professeur Müller, qu'il pense être le meunier.

### Deuxième acte
La véranda dans la maison de campagne de Pauline
Le maire Heffele et le maire de la ville Danner viennent voir Pauline pour lui dire qu'elle et son amie doivent partir, parce que leurs vêtements révélateurs de décolleté ne peuvent être tolérés dans leur ville morale. Bien qu'ils sourient à la chanteuse dans son costume léger, ils menacent toujours de l'arrêter si elle continue. Pauline s'associe aux apprentis forestiers, qui sont invités au bureau du capitaine pour trahir Tymoleon à Freda dans la soirée.
Le salon de Heffele
Heffele trouve un buisson de reine-des-bois coloré en noir par l'encre, et croit avoir découvert une nouvelle espèce, le gaillet noir. C'est pourquoi il a invité le botaniste professeur Müller en premier lieu, à confirmer sa découverte. Müller découvre le serviteur Sebastian en train de peindre un nouveau buisson à l'encre, mais promet de rester silencieux, et Heffele le soulage d'avoir à boire du thé de fleur de tilleul, que Mme Heffele offre à tous les invités comme la boisson la plus saine. Un grand bol est déjà prêt. Mais Heffele montre au professeur où il a caché son vin de Moselle. Les fiançailles avec Tymoleon ne sont pas du goût de Freda. Elle aime l'apprenti forestier Botho von Wendt. Botho est apparu avec ses amis, remet un tas de gaillets à tout le monde et parvient à parler à Freda, pour l'assurer de son amour. Tymoleon veut objecter, mais Pauline, qui apparaît dans les vêtements du meunier, est là la première. Elle se jette autour du cou de Tymoleon et explique que le meunier l'a renvoyée parce qu'elle a embrassé le maître forestier. Maintenant elle aimerait divorcer et épouser Tymoleon. Ce grand embarras oblige le professeur à présenter Pauline comme son épouse. Avec l'aide des onze, Müller verse le thé à la fleur de tilleul et prépare un bol à punch à partir du vin de Moselle de Heffele et du bouquet de Freda. Malwine offre à ses invités son thé de guérison, ils boivent et le maitrank fait son travail. Tymoleon manque une découverte parce qu'il ne remarque pas qu'il est dirigé par Pauline et les Onze.

### Troisième acte
La salle de jardin dans la maison de Heffele
Le lendemain matin, tout le monde est de bonne humeur. Tymoleon est heureux que le professeur ne soit pas le meunier, il est content que Pauline ne soit pas le meunier, mais la chanteuse bien connue. Il donne le travail à Müller, dit au revoir à Freda parce qu'elle aime Botho et commencera à courtiser Pauline, qui a récemment flirté avec lui. Müller aime Jeanne, et M. et Mme Heffele donnent leur fille Freda à Botho en vue de la démission de Tymoleon. Comme Mme Heffele a des doutes sur son invention, le professeur lui montre la photo qu'il a prise la veille. Le noir est de l'encre. Il n'y a pas de gaillet noir. Et le thé aux fleurs de tilleul a généralement un effet différent de celui de la nuit précédente. La boisson était faite à partir de gaillet !

## Musique
Par rapport à d'autres opérettes de Johann Strauss, l'opérette Waldmeister est musicalement un peu plus pâle et n'a pas pu s'appuyer sur les grands succès du compositeur. L'œuvre est jouée 88 fois de plus après la première mondiale. Aujourd'hui, l'opérette dans son ensemble a largement disparu du répertoire. Des numéros de musique individuels furent conservés et sont parfois joués lors de concerts.
Des œuvres indépendantes du compositeur sont ensuite créées à partir des motifs de cette opérette, marqués dans son catalogue raisonné opus numéros 463 à 468. Ce sont les œuvres suivantes :
- Trau, schau, wem!, valse, opus 463
- Herrjemineh, polka-française, opus 464
- Liebe und Ehe, polka-mazurka, opus 465
- Klipp-Klapp-Galopp, polka rapide, opus 466
- Es war so wunderschön, marche, opus 467
- Waldmeister-Quadrille, opus 468.

Lors de la première, Ehrenfried Kernreuther incarne Christof Heffele, Johanna Frey Malwine, Julie Kopacsy-Karczag Freda, Karl Streitmann Tymoleon von Gerius, Marie Ottmann Pauline, Alexander Girardi Erasmus Friedrich Müller, Therese Biedermann Jeannette, Josef Josephi Botho von Wendt.
Ralph Benatzky adapte l'opérette à une version en deux actes dans un nouvel arrangement musical.